# 株式会社の研究所一覧
株式会社の研究所一覧（かぶしきがいしゃのけんきゅうじょいちらん）は、日本における株式会社の研究所及び、企業内の研究所・研究センターの一覧である。
シンクタンクについては「シンクタンク」を参照のこと。

## 研究所
- 三菱重工業株式会社
  - 総合研究所
- 三菱電機株式会社
  - 先端技術総合研究所
  - 情報技術総合研究所
  - デザイン研究所
- 株式会社東芝
  - 研究開発センター[1]
  - 生産技術センター[2]
  - ソフトウェア技術センター[3]
- 株式会社日立製作所
  - 中央研究所
  - 横浜研究所
  - 日立研究所
- 株式会社アシックススポーツ工学研究所
- 株式会社アンデルセン・パン生活文化研究所
- 株式会社DIMS医科学研究所
- 株式会社トリケミカル研究所
- 株式会社本田技術研究所
- 株式会社オートネットワーク技術研究所
- 株式会社神戸製鋼所神戸総合技術研究所
- 株式会社石油産業技術研究所
- 株式会社双日総合研究所
- 株式会社東京海上研究所
- 株式会社片山さつき政治経済研究所
- 東京化成工業株式会社基礎研究所
- 株式会社国際電気通信基礎技術研究所 (ATR)
- 株式会社ソニーコンピュータサイエンス研究所
- 株式会社富士通研究所
- 株式会社富士通システム統合研究所
- 日本電気株式会社
  - 中央研究所
- 株式会社KDDI総合研究所
- 株式会社超高温材料研究所
- 株式会社ミサワホーム総合研究所[4]
- 株式会社デンソー先端技術研究所[5]
- 株式会社豊田中央研究所
- 株式会社高速道路総合技術研究所（NEXCO総研）
- 三菱化学生命科学研究所
- 日本たばこ産業
  - 医薬総合研究所 (日本たばこ産業)
  - JT たばこ中央研究所
- NTT株式会社
  - NTT研究所
- 株式会社NTTドコモ
  - モバイル社会研究所

## 脚註
1. ↑  “研究開発センター”.  東芝. 2019年2月14日閲覧。
2. ↑  “生産技術センター”.  東芝. 2019年2月14日閲覧。
3. ↑  “ソフトウェア技術センター”.  東芝. 2019年2月14日閲覧。
4. ↑  “ミサワホーム総合研究所”.  ミサワホーム. 2020年2月13日閲覧。
5. ↑  “㈱デンソー拠点一覧”.  デンソー. 2017年12月18日閲覧。